# Paul Soloway
Paul Soloway (ur. 10 października 1941 – Beverly Hills, zm. 5 listopada 2007 – Seattle) – amerykański brydżysta, World Grand Master (WBF).

## Wyniki brydżowe

### Olimpiady
Na olimpiadach uzyskał następujące rezultaty:
| Olimpiady Brydżowe. Zawody teamów | Olimpiady Brydżowe. Zawody teamów | Olimpiady Brydżowe. Zawody teamów    | Olimpiady Brydżowe. Zawody teamów | Olimpiady Brydżowe. Zawody teamów | Olimpiady Brydżowe. Zawody teamów |
| Rok                               | Miejsce                           | Zawody                               | Kategoria                         | Drużyna                           | Pozycja                           |
| --------------------------------- | --------------------------------- | ------------------------------------ | --------------------------------- | --------------------------------- | --------------------------------- |
| 1998                              | Lozanna                           | 1. Mistrzostwa o Wielką Nagrodę MKOL | Open                              | USA                               | 3                                 |
| 1984                              | Seattle                           | 7 Olimpiada Teamów                   | Open                              | USA                               | 5                                 |
| 1980                              | Valkenburg                        | 6. Olimpiada Teamów                  | Open                              | USA                               | 2                                 |
| 1976                              | Monte Carlo                       | 5. Olimpiada Teamów                  | Open                              | USA                               | 1                                 |
| 1972                              | Miami Beach                       | 4 Olimpiada brydżowa                 | Open                              | USA                               | 2                                 |

### Zawody światowe
W światowych zawodach zdobył następujące lokaty:
| Mistrzostwa Świata. Konkurencja teamów | Mistrzostwa Świata. Konkurencja teamów | Mistrzostwa Świata. Konkurencja teamów | Mistrzostwa Świata. Konkurencja teamów | Mistrzostwa Świata. Konkurencja teamów | Mistrzostwa Świata. Konkurencja teamów |
| Rok                                    | Miejsce                                | Zawody                                 | Kategoria                              | Drużyna                                | Pozycja                                |
| -------------------------------------- | -------------------------------------- | -------------------------------------- | -------------------------------------- | -------------------------------------- | -------------------------------------- |
| 2006                                   | Werona                                 | 12 Mistrzostwa Świata                  | Open                                   | Nickell                                | 5                                      |
| 2005                                   | Estoril                                | 37 Mistrzostwa Świata Teamów           | Open                                   | USA 1                                  | 2                                      |
| 2003                                   | Monte Carlo                            | 36 Mistrzostwa Świata Teamów           | Open                                   | USA 1                                  | 1                                      |
| 2002                                   | Montreal                               | 11 Mistrzostwa Świata                  | Open                                   | Nickell                                | 9                                      |
| 2001                                   | Paryż                                  | 35 Mistrzostwa Świata Teamów           | Open                                   | USA 1                                  | 5                                      |
| 2000                                   | Southampton                            | 34 Mistrzostwa Świata Teamów           | Open                                   | USA 1                                  | 1                                      |
| 1998                                   | Lille                                  | 10 Mistrzostwa Świata                  | Open                                   | Walvick                                | 17                                     |
| 1997                                   | Hammamet                               | 33 Mistrzostwa Świata Teamów           | Open                                   | USA 1                                  | 4                                      |
| 1995                                   | Pekin                                  | 32 Mistrzostwa Świata Teamów           | Open                                   | USA 1                                  | 9                                      |
| 1994                                   | Albuquerque                            | 9 Mistrzostwa Świata                   | Open                                   | Cayne                                  | 33                                     |
| 1990                                   | Genewa                                 | 8 Mistrzostwa Świata                   | Open                                   | Mahaffey                               | 17                                     |
| 1982                                   | Biarritz                               | 6 Mistrzostwa Świata                   | Open                                   | Brachman                               | 45                                     |
| 1979                                   | Rio de Janeiro                         | 24. Mistrzostwa Świata Teamów          | Open                                   | North America                          | 1                                      |
| 1978                                   | Nowy Orlean                            | 5 Mistrzostwa Świata                   | Open                                   | Brachman                               | 9                                      |
| 1977                                   | Manila                                 | 23. Mistrzostwa Świata Teamów          | Open                                   | North America                          | 1                                      |
| 1976                                   | Monte Carlo                            | 22. Mistrzostwa Świata Teamów          | Open                                   | USA                                    | 7                                      |
| 1975                                   | Southampton                            | 21. Mistrzostwa Świata Teamów          | Open                                   | North America                          | 2                                      |
| 1973                                   | Guarujá                                | 19 Mistrzostwa Świata Teamów           | Open                                   | North America                          | 4                                      |

| Mistrzostwa Świata. Konkurencja par | Mistrzostwa Świata. Konkurencja par | Mistrzostwa Świata. Konkurencja par | Mistrzostwa Świata. Konkurencja par | Mistrzostwa Świata. Konkurencja par | Mistrzostwa Świata. Konkurencja par |
| Rok                                 | Miejsce                             | Zawody                              | Kategoria                           | Partner                             | Pozycja                             |
| ----------------------------------- | ----------------------------------- | ----------------------------------- | ----------------------------------- | ----------------------------------- | ----------------------------------- |
| 2002                                | Montreal                            | 11. Mistrzostwa Świata              | Miksty                              | Sue Cutler                          | 310                                 |
| 2002                                | Montreal                            | 11. Mistrzostwa Świata              | Open                                | Bob Hamman                          | 16                                  |
| 1998                                | Lille                               | 10. Mistrzostwa Świata              | Open                                | Steve Zolotov                       | 50                                  |
| 1998                                | Lille                               | 10. Mistrzostwa Świata              | Miksty                              | Sue Cutler                          | 48                                  |
| 1986                                | Miami Beach                         | 7. Mistrzostwa Świata               | Miksty                              | Minda Brachman                      | 18                                  |
| 1978                                | Nowy Orlean                         | 5 Mistrzostwa Świata                | Open                                | Robert Goldman                      | 24                                  |

## Klasyfikacja
- Paul Soloway – klasyfikacja WBF (ang.)